# The Luniz
The Luniz es un dúo formado por los raperos Yukmouth y Numskull. Fueron conocidos mundialmente tras la grabación del sencillo "I Got 5 On It", todo un éxito, del álbum Operation Stackola de 1995. Se creó una tercera versión del tema, en la que colaboraban los raperos de Oakland Dru Down, Shock G, Richie Rich, E-40 y Spice 1, y que se puede encontrar en internet a menudo renombrada como "Bay Area Ballas Remix". The Luniz iba a aparecer en el proyecto One Nation de Tupac, pero debido a su muerte el álbum nunca fue liberado. Actualmente el grupo graba el sello de Yukmouth Smoke-A-Lot Records distribuido por Rap-A-Lot Records y lanzarán en 2007 un nuevo álbum titulado Operation Scrillion.
Uno de los miembros de The Luniz, Yukmouth, tuvo recientemente varias disputas con el rapero The Game.

## Discografía

### Álbumes
- Operation Stackola  "Platino" (1995)
- Lunitik Muzik (1997)
- Oakland Blaze (2001)
- Silver and Black (2002)
- Operation Scrillion (2007)

### Sencillos
- "Playa Hata" (1995)
- "I Got 5 On It" (1995)
- "Bootlegs & B-Sides" (EP) (1997)
- "Oakland Raider" (2002)

- Datos: Q1535899